# Kuźnia Raciborska
Pour les articles homonymes, voir Kuźnia Raciborska (homonymie).
Kuźnia Raciborska est une ville de la voïvodie de Silésie et du powiat de Racibórz. Elle est le siège de la gmina de Kuźnia Raciborska ; elle s'étend sur 31,75 km2 et comptait 5 472 habitants en 2008.